# 布理哥
布理哥（Brego），是英國作家約翰·羅納德·瑞爾·托爾金（J.R.R. Tolkien）的史詩式奇幻作品《魔戒三部曲》中的虛構人物。
他是洛汗（Rohan）第二任國王，修築了伊多拉斯（Edoras）的王宮，最終因為長子之死故鬱鬱而終。

## 名字
布理哥（Brego）一名是古英語，意思是「統治者、頭領」ruler, chief。

## 總覽
布理哥是洛汗人（Rohirrim），是國王伊歐（Eorl）的兒子及繼承人。不清楚他有沒有任何兄弟姊妹。他的兒子有三位，巴多（Baldor）、繼承人艾多（Aldor）和伊歐佛（Eofor）。
他是洛汗第二位國王。他任內因為東方人（Easterlings）的入侵而動盪，但布理哥擊敗敵人，報了殺父之仇。同時，他亦驅逐領土上的登蘭德人（Dunlendings）。此後他的國度處於長期安穩，並建成了王宮梅杜西金殿（Golden Hall of Meduseld）。
他生於第三紀元2512年，死於2570年，享年58歲。

## 生平

### 早年
布理哥在第三紀元2512年出生，應該是生於當時的洛汗首都奧德博格（Aldburg）。
2545年，他的父親伊歐在沃德（Wold）抵抗東方人攻擊時陣亡，由布理哥繼位。布理哥旋即將敵人逐退，並使洛汗進入長期和平的年代。

### 登哈洛之旅
一次他與長子巴多進入哈洛谷（Harrowdale），探勘地勢準備建立避難所。他們沿著天梯上到登哈洛（Dunharrow），在亡者之門（Dark Door）前遇上了一位神秘老人，對方命令他們離去，表示時候未到，此門不通予任何活人。說畢那名老人就倒地身亡，他們大概因此而離開。
第三紀元2569年，梅杜西金殿落成，在慶祝宴會上巴多發誓要進入亡者之道（Paths of the Dead），自此一去不返。翌年（2570年），布理哥因此事件而憂鬱至死，結束了25年的統治，由他的次子艾多繼位。

## 資料來源
1. 1 2 3 4 5 6 7 8 9  《魔戒三部曲》 2001年 聯經初版翻譯 附錄一帝王本紀及年表
2. ↑  Thain's Book: Brego 的存檔，存档日期2012-01-07.
3. 1 2  《未完成的故事》 1998年 HarperCollins出版 "The Battles of the Fords of Isen"
4. ↑  《魔戒三部曲》 2001年 聯經初版翻譯 第五部第三節《洛汗全軍集結》

| 前任： 伊歐 | 洛汗國王 | 繼任： 艾多 |